# Austin Wright
Austin McGiffert Wright (ur. 1922 w Yonkers, zm. 23 kwietnia 2003), amerykański pisarz. 
Ukończył studia na Harvardzie w 1943. W latach 1943–1946 służył w wojsku. Później uczęszczał na uniwersytet w Chicago. Był wykładowcą, autorem książek z zakresu krytyki literackiej. Opublikował siedem powieści. Debiutował w 1969 Camden's Eyes, najbardziej znanym jego utworem jest powieść Tony i Susan z 1993 roku (polskie wydanie z 2016 roku nosi tytuł "Zwierzęta nocy"). Jej główna bohaterka otrzymuje od byłego męża maszynopis napisanej przez niego książki, co skłania ją do oceny dokonanych w przeszłości wyborów. Na podstawie powieści w 2016 roku nakręcono film Zwierzęta nocy (Nocturnal Animals), nagrodzony Złotym Globem i nominowany do 24 innych nagród.  

## Powieści
- Camden's Eyes (1969)
- First persons: a novel (1973)
- The Morley mythology (1977)
- Tony i Susan / Zwierzęta nocy (Tony and Susan 1993)
- After Gregory: a novel (1994)
- Telling time: a novel (1995)
- Disciples. Baskerville Publishers (1997)